# Сент Пол (Тексас)
Сент Пол (енгл. St. Paul) град је у америчкој савезној држави Тексас. По попису становништва из 2010. у њему је живело 1.066 становника.

## Демографија
Према попису становништва из 2010. у граду је живело 1.066 становника, што је 436 (69,2%) становника више него 2000. године.
| Група             | 2000.       | 2010.       |
| Белци             | 573 (91,0%) | 885 (83,0%) |
| Афроамериканци    | 4 (0,6%)    | 13 (1,2%)   |
| Азијати           | 8 (1,3%)    | 41 (3,8%)   |
| Хиспаноамериканци | 26 (4,1%)   | 106 (9,9%)  |
| Укупно            | 630         | 1.066       |